# Berné
Berné (en bretó Berne) és un municipi francès, situat a la regió de Bretanya, al departament d'Ar Mor-Bihan. L'any 2006 tenia 1.331 habitants. Limita amb els municipis d'Inguiniel i de Plouay.

## Demografia
| Evolució de la població Cassini i INSEE |       |       |       |      |       |       |       |       |
| 1793                                    | 1800  | 1806  | 1821  | 1831 | 1836  | 1841  | 1846  | 1851  |
| 1 751                                   | 1 764 | 1 773 | 2 022 | -    | 2 210 | 1 876 | 1 959 | 1 941 |

| 1856  | 1861  | 1866  | 1872  | 1876  | 1881  | 1886  | 1891  | 1896  |
| ----- | ----- | ----- | ----- | ----- | ----- | ----- | ----- | ----- |
| 1 711 | 1 766 | 1 863 | 1 777 | 1 912 | 1 894 | 1 886 | 1 904 | 1 953 |

| 1901  | 1906  | 1911  | 1921  | 1926  | 1931  | 1936  | 1946  | 1954  |
| ----- | ----- | ----- | ----- | ----- | ----- | ----- | ----- | ----- |
| 1 930 | 1 953 | 2 030 | 1 993 | 1 989 | 1 918 | 1 897 | 1 968 | 1 804 |

| 1962  | 1968  | 1975  | 1982  | 1990  | 1999  | 2006 | 2011 | 2016 |
| ----- | ----- | ----- | ----- | ----- | ----- | ---- | ---- | ---- |
| 1 685 | 1 592 | 1 508 | 1 425 | 1 350 | 1 316 | -    | -    | -    |

| 2019 | - | - | - | - | - | - | - | - |
| ---- | - | - | - | - | - | - | - | - |
| -    | - | - | - | - | - | - | - | - |

## Administració
| Període   | Identitat          | Partit |
| --------- | ------------------ | ------ |
| 2001-2008 | Roland Duclos      |        |
| 2008-     | Jean-Pierre Le Fur |        |

## Personatges il·lustres
- Chrisogon-Clément de Guer, marquès de Pontcallec, executat el 26 de març de 1720 a la plaça de Le Bouffay a Nantes, considerat el cap de l'anomenada conspiració de Pontcallec.
- Paul Ihuel (1903-1974), diputat i president del Consell General de Morbihan.